# エアポート・アドベンチャー クリスマス大作戦
『エアポート・アドベンチャー クリスマス大作戦』（原題:Unaccompanied Minors）は2006年公開のアメリカ映画。
この映画は 公共ラジオ番組 "en:This American Life"	でスーザン・バートン（ Susan Burton）が語った "In the Event of an Emergency, Put Your Sister in an Upright Position"という話に基づいている 。

## ストーリー
クリスマス・イヴの国際空港。雪のため全てのフライトがキャンセルとなり客はホテルへ移動させられる。そのなかに5人各々の事情で同伴者がいない子供がいた。他の子供たちはホテルへ移動させられるがそこの責任者のオリバーの嫌がらせで5人は空港内の隔離部屋に閉じ込められてしまう。その中の1人であるスペンサーはこれでは妹へのクリスマスプレゼントを渡せないと残念がる。そして一緒に閉じ込められたチャーリーたちとともに空港脱出を図りそれに警備員たちは翻弄される。

## キャスト
俳優の横のカッコ内はDVD日本語吹替キャスト。
- オリバー・ポーター - ルイス・ブラック[2]（稲葉実）[1]
- チャーリー・ゴシキワヒ - タイラー・ジェームズ・ウィリアムズ[2]（甲斐田ゆき）[1]
- ザック・ヴァン・バーク - ウィルマー・バルデラマ[2]（神奈延年）[1]
- ティモシー・ウェリントン（ビーフ） - ブレット・ケリー[2]（こぶしのぶゆき）[1]
- スペンサー・ダベンポート - ディラン・クリストファー[2]
- グレース・コンラッド - ジーナ・マンティーナ[2]
- ドナ・マローン - クイン・シェパード[2]（高垣彩陽）
- キャサリン・ダベンポート - ドミニク・サルダーニャ[2]
- 空港職員 - ウェイン・フェダーマン
- ヴァレリーの姉 - テリー・ガー
- ヴァレリー・ダベンポート - パジェット・ブリュースター[2]
- パートタイムの未成年監視員 - マリオ・ロペス
- サム・ダベンポート - ロブ・コードリー[2]
- シンディ - ジェシカ・ウォルター[2]
- ホフマン - ロブ・リグル
- アーニー - デヴィッド・ケックナー[2]
- アラン・デービス - トニー・ヘイル[2]
- メルビン・ゴシキヒワ - セドリック・ヤーブロー[2]
- ウェイトレス - ミンディ・カリング
- キャロル・マローン - クリステン・ウィグ[2]
- アル・ローカー
- ポーターの部下 - ケヴィン・マクドナルド、ブルース・マックロック、マーク・マッキニー(いずれもキッズ・イン・ザ・ホールのメンバーで、カメオ出演している)

## DVD
ワーナー・ホーム・ビデオより2008年12月10日リリース。